# 市岡肖恩
市岡肖恩（日语：／ Sean Ichioka，1991年4月3日—），英文全名為肖恩·洋·辛克利，日本男子籃球運動員，出生於美國加利福尼亚州洛杉矶县托倫斯，他的父親是美國人，外曾祖父為1962年日本棒球名人堂成員市岡忠男。他五歲開始打籃球，就讀西托倫斯高中三年級時才加入籃球校隊，2009年高中畢業後曾就讀聖地牙哥米拉馬爾學院，但隨即意識到這選擇不適合自己，2010年7月與栃木皇者完成簽約。

## 外部連結
- 市岡肖恩在fiba.basketball（英语）
- 市岡肖恩在archive.fiba.com（archived）（英语）
- 市岡肖恩在fiba3x3.com（英语）
- 市岡肖恩在B聯賽（日语）
- 市岡肖恩在Eurobasket.com（球員）（英语）
- 市岡肖恩在Eurobasket.com（球員）（英语）
- 市岡肖恩在RealGM（英语）
- 市岡肖恩在Proballers（英语）
- 市岡肖恩在Flashscore（英语）